# Hannus von Wylenstorf
Hannus (auch Johannes, Hans) von Wylenstorf war im Mittelalter ein Dresdner Ratsherr und Bürgermeister.
Über Herkunft und Leben ist wenig bekannt. Vermutlich stammte die Familie aus Wilsdruff (1259 als Wilandestorf erstmals urkundlich erwähnt). Am 7. Juni 1318 ist ein Johannes de Wilandisdorf erstmals als Mitglied des Dresdner Rates genannt.
1337 war Hannus von Wylenstorf Bürgermeister der Stadt (Urkunde vom 7. März 1337), zugleich wurde sein Bruder Apecz von Wylenstorf erstmals Ratsmitglied. 1354 taucht er letztmals in den Ratsunterlagen auf.